# عالم في بلاد العجائب
عالم في بلاد العجائب: مذكرات البحث عن الحقيقة وإيجاد المشكلات هي سيرة ذاتية كتبها إدزارد إرنست.    يكتب إرنست عن كونه مريضًا في المعالجة المثلية في مرحلة الطفولة، ثم أصبح فيما بعد مُمارسًا للمعالجة المثلية. أدت شُكوكه حول هذه الممارسة في النهاية إلى رفضها، وأصبح ناقدًا صريحًا للطريقة البديلة. 

## الروابط الخارجية
- عالم في بلاد العجائب في الطب القائم على العلم
- عالم في بلاد العجائب: مذكرات البحث عن الحقيقة وإيجاد المشاكل تمت مراجعتها بواسطة بابليشرز ويكلي